# Кадимова, Акжан
Акжан Кадимова — советский хозяйственный и государственный деятель, лауреат Государственной премии СССР за выдающиеся достижения в труде.

## Биография
Родилась в 1950 году в Гурьевской области Казахской ССР. Член КПСС.
В 1972—2005 годах — оператор добычи нефти, мастер, инженер нефтепромысла управления «Узеньнефть».
Делегат XXVI съезда КПСС.
За большой личный вклад в увеличение добычи нефти и газа была в составе коллектива удостоена Государственной премии СССР за выдающиеся достижения в труде 1986 года.
Живёт в Жанаозене.

## Награды
- Орден Трудовой Славы II степени
- Орден Трудовой Славы III степени